# NIGHT & DAY (辛島美登里のアルバム)
『NIGHT & DAY』（ないとあんどでい）は、辛島美登里のスタジオ・アルバム。1994年3月9日発売。発売元はファンハウス。規格品番はFHCF-2152。

## 概要
前年の1993年にリリースされた「Half and Half 〜私自身〜」（FHDF-1286）と先行シングルとしてリリースされた「くちづけの予感」（FHDF-1364）を収録。なお「それぞれのメリー・クリスマス」（FHDF-1327）は収録されていない。
なお「Half and Half 〜私自身〜」「くちづけの予感」は歌詞カードやCDジャケットに特に表記は無いがシングル盤と音源が異なるアルバムヴァージョンで収録されている。
3曲目「遠い夏の日」はシングル「流されながら」のカップリングとしてシングルカットされた。
前年リリースされたライブ・アルバム『ARRANGEMENT』からの参加となる瀬尾一三のほか、山川恵津子、小林信吾、十川知司、長年辛島の楽曲に参加している若草恵が今作に参加している。
翌年の1995年に所属レコード会社を東芝EMI内のTM FACTORYレーベルに移籍した為、今作がファンハウスからリリースされた最後のオリジナルアルバムとなる（なお非公認のベストアルバムはその後多数リリースされている）。
2024年5月29日、『NIGHT & DAY+1』のタイトルで音楽配信サイトにて配信スタート（「Half and Half 〜私自身〜」カップリング曲「悲しい時に涙がでない」」を追加収録）

## 収録曲
| 全作詞・作曲: 辛島美登里。 |                                                                 |            |            |            |      |
| #                          | タイトル                                                        | 作詞       | 作曲・編曲 | 編曲       | 時間 |
| 1.                         | 「5:00pm」                                                      | 辛島美登里 | 辛島美登里 | 瀬尾一三   | 3:46 |
| 2.                         | 「くちづけの予感」                                              | 辛島美登里 | 辛島美登里 | 山川恵津子 | 3:54 |
| 3.                         | 「遠い夏の日」(シングル「流されながら」c/w曲)                   | 辛島美登里 | 辛島美登里 | 瀬尾一三   | 4:55 |
| 4.                         | 「年下の彼」                                                    | 辛島美登里 | 辛島美登里 | 小林信吾   | 4:27 |
| 5.                         | 「私は泣かない」(シングル「それぞれのメリー・クリスマス」c/w曲) | 辛島美登里 | 辛島美登里 | 若草恵     | 5:07 |
| 6.                         | 「Jealousy」                                                    | 辛島美登里 | 辛島美登里 | 小林信吾   | 5:34 |
| 7.                         | 「Half and Half 〜私自身〜」                                    | 辛島美登里 | 辛島美登里 | 大村雅朗   | 4:55 |
| 8.                         | 「1・2・3! One-two-three」(シングル「くちづけの予感」C/W曲)     | 辛島美登里 | 辛島美登里 | 十川知司   | 4:50 |
| 9.                         | 「夜の囁き」                                                    | 辛島美登里 | 辛島美登里 | 小林信吾   | 3:40 |
| 10.                        | 「永遠の楽園」                                                  | 辛島美登里 | 辛島美登里 | 瀬尾一三   | 7:27 |
| 合計時間:                  | 合計時間:                                                       | 合計時間:  | 48:35      |            |      |

| 全作詞・作曲: 辛島美登里。 |                              |            |            |            |      |
| #                          | タイトル                     | 作詞       | 作曲・編曲 | 編曲       | 時間 |
| 1.                         | 「5:00pm」                   | 辛島美登里 | 辛島美登里 | 瀬尾一三   | 3:46 |
| 2.                         | 「くちづけの予感」           | 辛島美登里 | 辛島美登里 | 山川恵津子 | 3:54 |
| 3.                         | 「遠い夏の日」               | 辛島美登里 | 辛島美登里 | 瀬尾一三   | 4:55 |
| 4.                         | 「年下の彼」                 | 辛島美登里 | 辛島美登里 | 小林信吾   | 4:27 |
| 5.                         | 「私は泣かない」             | 辛島美登里 | 辛島美登里 | 若草恵     | 5:07 |
| 6.                         | 「Jealousy」                 | 辛島美登里 | 辛島美登里 | 小林信吾   | 5:34 |
| 7.                         | 「Half and Half 〜私自身〜」 | 辛島美登里 | 辛島美登里 | 大村雅朗   | 4:55 |
| 8.                         | 「1・2・3! One-two-three」   | 辛島美登里 | 辛島美登里 | 十川知司   | 4:50 |
| 9.                         | 「夜の囁き」                 | 辛島美登里 | 辛島美登里 | 小林信吾   | 3:40 |
| 10.                        | 「永遠の楽園」               | 辛島美登里 | 辛島美登里 | 瀬尾一三   | 7:27 |
| 11.                        | 「悲しい時に涙がでない」     | 辛島美登里 | 辛島美登里 | 山川恵津子 | 4:02 |
| 合計時間:                  | 合計時間:                    | 合計時間:  | 52:37      |            |      |